# Aglia extrema
Aglia extrema är en fjärilsart som beskrevs av Rummel. 1929. Aglia extrema ingår i släktet Aglia och familjen påfågelsspinnare. Inga underarter finns listade i Catalogue of Life.